# Oktober 1936
| Deze maand |
| --- |
| - Neutraliteitsschennissen in Spanje - Oostenrijkse Heimwehr ontbonden - België verklaart de neutraliteit - Duits-Italiaans verdrag |

De volgende gebeurtenissen speelden zich af in oktober 1936. Sommige gebeurtenissen kunnen één of meer dagen te laat zijn vermeld doordat ze op de datum staan aangegeven waarop ze in het nieuws kwamen in plaats van de datum waarop ze daadwerkelijk plaatsvonden.
- 1: De nationalisatie van de luchtvaartindustrie in Frankrijk neemt haar aanvang.
- 1: Het Baskenland krijgt een autonome status.
- 1: In verband met de devaluatie van de gulden worden in Nederland tijdelijk prijsopdrijvingen van eerste levensbehoeften, voor zover ze de normale prijsschommelingen te boven gaan, verboden.
- 2: De Volksraad van Nederlands-Indië spreekt zich in meerderheid uit voor onafhankelijkheid, en wenst nu met de Staten Generaal tot onderhandelingen te komen over het onderwerp.
- 2: Ook de Senaat stemt in met de devaluatie van de Franse franc.
- 2: Emil Fey, recentelijk aangezet als leider van de Heimwehr in Wenen, en Lahr, viceburgemeester van Wenen, worden uit de Heimwehr gezet wegens pogingen om het leiderschap van Starhemberg te ondermijnen.
- 2: Franco regelt het voorlopige bestuurssysteem van (nationalistisch) Spanje.
- 3: De Nederlandse kruiser De Ruyter wordt in de vaart genomen.
- 4: De Spaanse regering meldt gevallen van wapenleverantie door Duitsland, Italië en Portugal aan de Nationalisten bij de Volkenbond.
- 5: In Nederland zullen met ingang van 1 november een aantal wijzigingen in de verkeersregels van kracht worden, waaronder:
  - invoering van voorrangswegen
  - nachtelijk verbod op geluidssignalen
  - striktere bepalingen betreffende de voertuigverlichting
  - verbod op het voeren van verblindend licht binnen de bebouwde kom of indien er tegenliggers zijn
- 6: Door mijnontploffingen in de steenkolenmijn Grand-Trait te La Bouverie komen 25 mijnwerkers om.
- 6: In Finland vormt Kyösti Kallio een nieuwe regering, die echter niet door een parlementsmeerderheid gesteund wordt.
- 6: De Hongaarse premier Gyula Gömbös overlijdt in een sanatorium te Nymphenburg. Het kabinet treedt af.
- 6: Het Vlaamse VNV (Vlaams Nationaal Verbond), onder leiding van Staf De Clercq en het Waalse Rex, onder leiding van Léon Degrelle, sluiten een politiek verbond.
- 7: De Arabische vorsten Ibn Saoed (Saoedi-Arabië), Ghazi (Irak), Yahya ibn Muhammad (Jemen) en Abdullah (Transjordanië) roepen de Arabieren in Palestina op om hun stakingen en geweldsacties te beëindigen.
- 8: In Duitsland wordt een staatsmonopolie ingesteld op de invoer van groenten, planten, zaden, fruit en wijn.
- 8: De spanningen tussen China en Japan lijken opgelost na besprekingen tussen Chiang Kai-shek en de Japanse ambassadeur Kawagoe.
- 8: De Sovjet-Unie meldt zich niet meer gebonden te wensen aan de non-interventieafspraken in de Spaanse Burgeroorlog vanwege de schendingen door Duitsland, Italië en Portugal.
- 9: Karl Radek wordt gearresteerd op verdenking van een samenzwering tegen Stalin.
- 9: De Volkenbond verzoekt de Sovjet-Unie haar beweringen van neutraliteitsschendingen nader te preciseren en te onderbouwen.
- 10: De zeventiende algemene vergadering van de Volkenbond wordt gesloten.
- 10: De Oostenrijkse bondskanselier Kurt Schuschnigg krijgt dictatoriale volmachten. De Heimwehr wordt ontbonden en de leden bij het Vaderlands Front ingelijfd.
- 11: Kálmán Darányi vormt een nieuwe regering in Hongarije, die slechts weinig afwijkt van de oude regering-Gömbös.
- 11: De Katholieke Unie wordt omgevormd in het Katholiek Blok, een samenwerking van de Vlaamse Katholieke Vlaamse Volkspartij en de Waalse Parti Catholique Social.
- 12: Na 166 dagen wordt de staking van Arabieren in Palestina beëindigd.
- 12: De Verenigde Staten, het Verenigd Koninkrijk en Frankrijk sluiten een verdrag waarbij de goudhandel tussen de wisselkoersfondsen van deze landen wordt geregeld. De valuta's zijn hiermee losjes aan elkaar en aan de goudprijs gekoppeld.
- 14: De Phoenixeilanden worden opnieuw door het Verenigd Koninkrijk geannexeerd, kennelijk met de bedoeling ze door de regering van Nieuw-Zeeland te laten besturen.
- 14: De regering van België besluit tot een modernisering van het leger en een lichte uitbreiding van de dienstplicht. Verder wordt een strikte neutraliteitspolitiek omarmd, vergelijkbaar met die van Nederland en Zwitserland. België zal slechts oorlog voeren als het land zelf wordt aangevallen, en niet op grond van verplichtingen in verdragen of dergelijke. Deze vergadering is de eerste ministerraadsvergadering die koning Leopold III persoonlijk voorzit.
- 16: De sociaaldemocratische partij in Danzig wordt verboden.
- 17: De Nationalisten in de Spaanse Burgeroorlog ontzetten Oviedo.
- 20: Bij verkiezingen voor het Noorse Storting winnen de conservatieven en verliest de Boerenpartij. De Arbeiderspartij blijft met 71 (was 69) van de 150 zetels veruit de grootste partij.
- 20: Het stoomschip "Van der Wijck" van de Koninklijke Pakketvaart Maatschappij kapseist onderweg van Soerabaja naar Semarang. 4 opvarenden overlijden, 49 worden vermist.
- 21: Duitsland ontkent de beschuldigingen dat het het wapenembargo tegen de partijen in de Spaanse Burgeroorlog zou hebben geschonden, en beschuldigt op zijn beurt de Sovjet-Unie van dergelijke wapenleveranties.
- 22: Italië antwoordt op beschuldigingen van embargo-overtredingen op vergelijkbare wijze als Duitsland heeft gedaan.
- 23: Alle seminaries in Mexico worden gesloten, en de oprichting van nieuwe seminaries verboden. De gebouwen van de voormalige seminaries worden geconfisqueerd.
- 24: De "Mars naar Brussel", een rexistische manifestatie die voor 25 oktober gepland was, wordt verboden.
- 24: De vakbond van spoorwegpersoneel en havenarbeiders in Danzig wordt ontbonden en de leider ervan, Kayser, wordt gearresteerd.
- 24: Bij een bezoek van Ciano aan Duitsland verklaart Hitler dat Duitsland het Italiaanse keizerrijk in Ethiopië officieel erkent.
- 24: Portugal verbreekt de diplomatieke betrekkingen met (Republikeins) Spanje.
- 24: De Spaanse Nationalisten veroveren Navalcenero.
- 24: De Sovjet-Unie verklaart opnieuw het non-interventieverdrag betreffende de Spaanse Burgeroorlog te willen opzeggen.
- 25: Na besprekingen van de Italiaanse minister van buitenlandse zaken Galeazzo Ciano met Adolf Hitler en Konstantin von Neurath in Berlijn en Berchtesgaden komt het tot een bondgenootschap, de as Rome-Berlijn. Enkele punten:
  - De Sovjet-Unie moet uit de Europese politiek worden gehouden
  - De regering-Franco wordt erkend als de regering van Spanje
  - De Oostenrijkse belangen in het Donaugebied dienen te worden eerbiedigd
  - Duitsland en Italië vormen een gezamenlijk front tegen de Volkenbond
  - Duitsland erkent de status van Ethiopië als een Italiaans keizerrijk
- 27: Japan en China besluiten tot oprichting van een gezamenlijke luchtvaartmaatschappij.
- 27: Frankrijk besluit de luchtmacht nog sterker uit te breiden dan het al van plan was.
- 28: In Griekenland worden de gekozen burgemeesters afgeschaft. Alle burgemeesters worden vanaf nu benoemd door de staat.
- 30: Een militaire staatsgreep in Irak onder leiding van de Koerdische leider generaal Bakr Sidqi dwingt minister-president Yasin al-Hashimi tot aftreden. Hikmat Sulayman krijgt de opdracht een nieuwe regering te vormen.
- 31: Prins Bernhard wordt benoemd tot grootkruis in de Orde van de Nederlandse Leeuw.
- 31: Op het Griekse stoomschip Petrakis Nomikos, gelegen op de werf van Wilton-Fijenoord in Schiedam, vinden ontploffingen plaats. 14 mensen vinden de dood, waaronder brandweerlieden.

En verder:
- In delen van de Sovjet-Unie (met name rond de Kaukasus) worden sovchozen opgeheven ten gunste van kolchozen.
- Diverse landen verlagen invoerrechten en versoepelen contingenteringen.

← · januari · februari · maart · april · mei · juni · juli · augustus · september · oktober · november · december ·  →